# GRHPR
GRHPR (англ. Glyoxylate and hydroxypyruvate reductase) – білок, який кодується однойменним геном, розташованим у людей на короткому плечі 9-ї хромосоми. Довжина поліпептидного ланцюга білка становить 328 амінокислот, а молекулярна маса — 35 668.
| 10         |  | 20         |  | 30         |  | 40         |  | 50         |
| ---------- |  | ---------- |  | ---------- |  | ---------- |  | ---------- |
| MRPVRLMKVF |  | VTRRIPAEGR |  | VALARAADCE |  | VEQWDSDEPI |  | PAKELERGVA |
| GAHGLLCLLS |  | DHVDKRILDA |  | AGANLKVIST |  | MSVGIDHLAL |  | DEIKKRGIRV |
| GYTPDVLTDT |  | TAELAVSLLL |  | TTCRRLPEAI |  | EEVKNGGWTS |  | WKPLWLCGYG |
| LTQSTVGIIG |  | LGRIGQAIAR |  | RLKPFGVQRF |  | LYTGRQPRPE |  | EAAEFQAEFV |
| STPELAAQSD |  | FIVVACSLTP |  | ATEGLCNKDF |  | FQKMKETAVF |  | INISRGDVVN |
| QDDLYQALAS |  | GKIAAAGLDV |  | TSPEPLPTNH |  | PLLTLKNCVI |  | LPHIGSATHR |
| TRNTMSLLAA |  | NNLLAGLRGE |  | PMPSELKL   |  |            |  |            |

A: Аланін

C: Цистеїн

D: Аспарагінова кислота

E: Глутамінова кислота

F: Фенілаланін

G: Гліцин

H: Гістидин

I: Ізолейцин

K: Лізин

L: Лейцин

M: Метіонін

N: Аспарагін

P: Пролін

Q: Глутамін

R: Аргінін

S: Серин

T: Треонін

V: Валін

W: Триптофан

Кодований геном білок за функціями належить до оксидоредуктаз, фосфопротеїнів. 
Задіяний у такому біологічному процесі, як альтернативний сплайсинг. 
Білок має сайт для зв'язування з НАДФ.